# WASP-8
WASP-8 är en dubbelstjärna i den mellersta delen av stjärnbilden Bildhuggaren. Den har en kombinerad skenbar magnitud av ca 9,90 och kräver ett teleskop för att kunna observeras. Baserat på parallaxmätning inom Hipparcosuppdraget enligt Gaia Data Release 3 på ca 11,1 mas, beräknas den befinna sig på ett avstånd på ca 294 ljusår (ca 90 parsek) från solen. Den rör sig närmare solen med en heliocentrisk radialhastighet på ca -2 km/s.

## Egenskaper
Primärstjärnan WASP-8 A är en gul till vit stjärna i huvudserien av spektralklass G6 V, 
Den har en massa som är ca 1,1 solmassa, en radie som är ca 1,0 solradie och har ca 0,79 gånger solens utstrålning av energi från dess fotosfär vid en effektiv temperatur av ca 5 600 K.
Följeslagaren WASP-8 B, som ligger separerad med 4,5 bågsekunder har samma egenrörelse vilket anger att konstellationen är en dubbelstjärna, vilket bekräftades 2020. Primärstjärnans axelorientering är osäker, men den är nära att rikta en av polerna mot jorden.

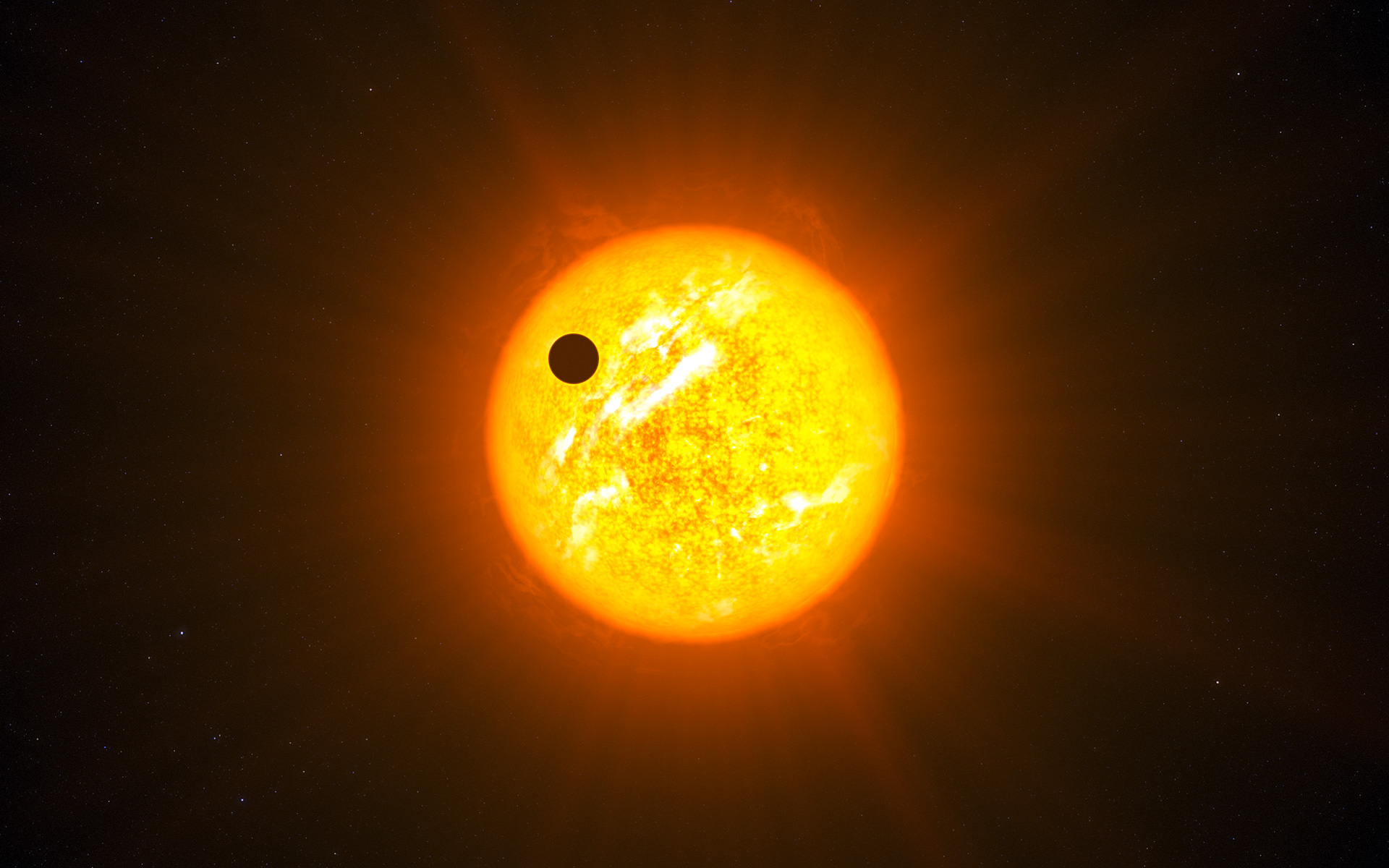
Konstnärens bild av en stjärna som WASP-8.

## Planetsystem
Kring primärstjärnan kretsar två kända exoplaneter, betecknade WASP-8b och WASP-8c. WASP-8b upptäcktes 2010 med den astronomiska transitmetoden och katalogiserades som en del av SuperWASP-uppdraget. WASP-8c upptäcktes i slutet av 2013 med metoden för mätning av radialhastighet.
| Planet | Massa            | Halv storaxel (AE) | Siderisk omloppstid (d) | Excentricitet | Inklination | Radie |
| ------ | ---------------- | ------------------ | ----------------------- | ------------- | ----------- | ----- |
| b      | 2,216 ± 0,035 MJ | 0,0817 ± 0,0006    | 8,159                   | 0,3082        | -           | -     |
| c      | ≥ 9,45 MJ        | 5,28               | 4 323                   | -             | -           | -     |